# Esbjergfiskerne drog til Grønland i 1948
Esbjergfiskerne drog til Grønland i 1948 er en dokumentarfilm instrueret af Katrine Borre efter manuskript af Katrine Borre.

## Handling
Esbjerg-fiskerne drog til Grønland i 1948 i håb om bedre fangstmuligheder og grundlagde dermed dansk storfiskeri på Grønland. Truels Albertsen var med som fotograf og fortæller om baggrunden for turen samt om ankomsten.